# Léon Metzler
Léon Metzler (* 4. Juni 1896 in Diekirch; † 13. März 1930 in Kamina, Belgisch-Kongo) war ein luxemburgischer Fußballspieler.

## Karriere
Metzler gehörte dem Verein Young Boys Diekirch an, der in der 1. Division seine Meisterschaftsspiele austrug. Für die A-Nationalmannschaft spielte er einzig am 28. August 1920 in Brüssel gegen die Nationalmannschaft der Niederlande, gegen die das Achtelfinale des olympischen Fußballturniers mit 0:3 verloren wurde.